# Future Store

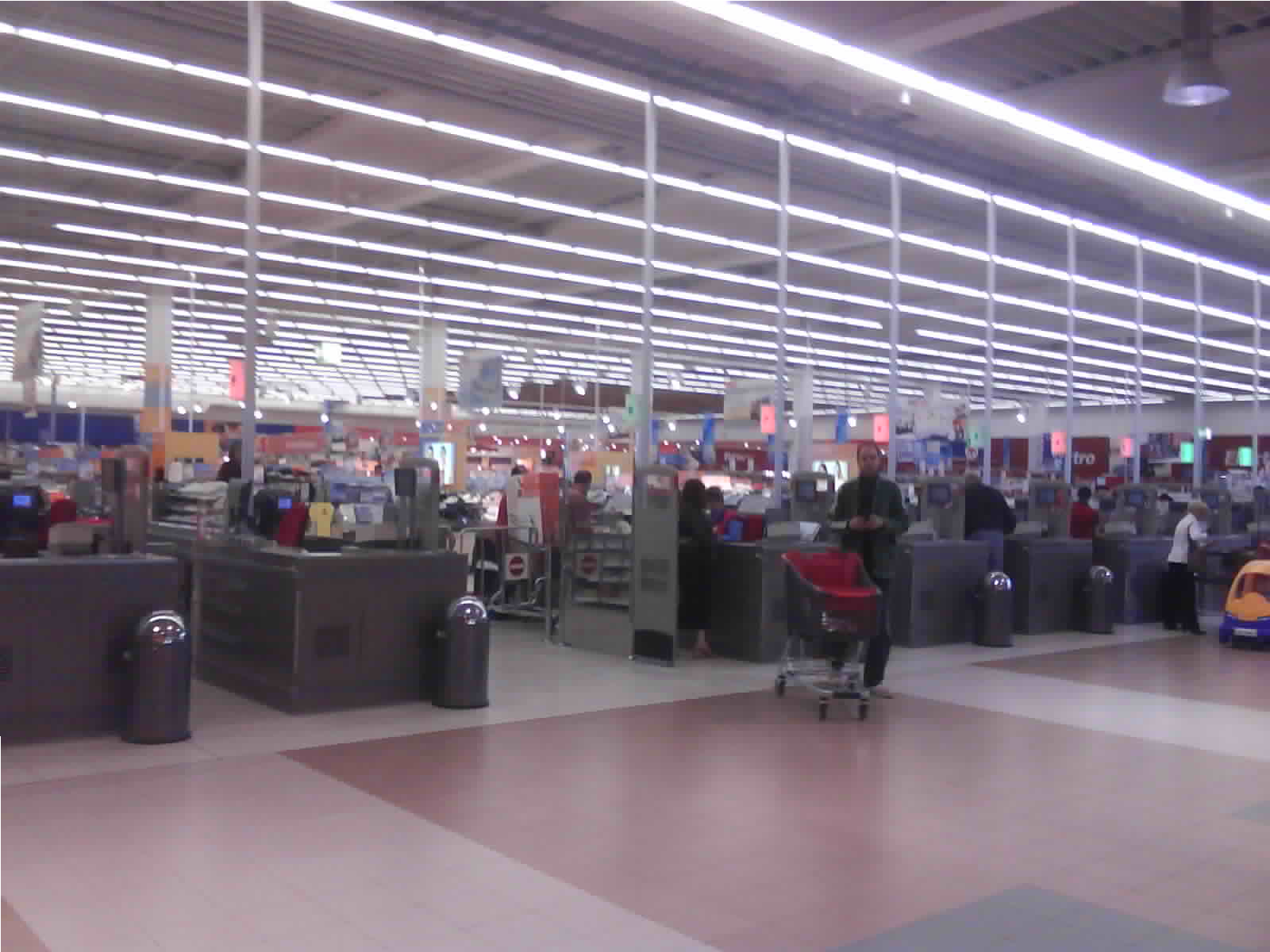
Die Kassen im Future Store

Der real,- Future Store war der Name für ein SB-Warenhaus der Metro-Tochter Real. Er diente dazu, neue Technologien und Konzepte für den Handel in der Praxis zu erproben. Er befand sich in Tönisvorst am Niederrhein, wurde Ende Mai 2008 eröffnet. und 2013 wieder geschlossen. Ein vorheriger Future Store befand sich als Extra-Markt in Rheinberg.

## Merkmale des Real Future Stores
Zu den zu erprobenden Technologien und Verfahren zählten unter anderem:
- Mobiler Einkaufsassistent (MEA): Der MEA war ein Handy mit spezieller Software. Der Kunde scannte mit der Handykamera Produkte ein und der MEA zeigte dann zum Beispiel aktuelle Preisinformationen an. Der MEA half auch dabei, Produkte im Markt zu finden sowie Einkaufslisten zu erstellen. War der Einkauf beendet, gab der Kunde dies per Knopfdruck an den MEA weiter. Das Handy zeigte einen Strichcode an, der an einer der Zahlstationen an den SB-Schnellkassen eingescannt wurde. Dort beglich der Kunde den Warenwert in bar, mit Karte oder per Fingerabdruck. Ziel war ein effizienterer Kassiervorgang.
- Zahlen per Fingerabdruck: Im real,- Future Store konnte der Kunde mithilfe seines Fingerabdrucks den Einkauf begleichen. Der Kunde musste  sich einmal für diesen Service registrieren. Anschließend legte er seinen Finger auf einen Scanner, um die Zahlung automatisch per Lastschrift zu veranlassen. Der Scanner erfasste neben der Fingerstruktur auch Temperatur und Oberflächenspannung.
- Intelligente Kühltruhe: In der Fleischabteilung kam RFID-Technologie zum Einsatz, die bei der Qualitätssicherung helfen sollte. Die Fleischprodukte in der Intelligenten Kühltruhe waren mit sogenannten Smart Chips versehen. Die Kühltruhe registrierte beispielsweise, wenn Produkte entnommen wurden. So konnte bedarfsgerecht in der hauseigenen Metzgerei nachproduziert werden.
- neue Präsentations-Designs z. B. für Frischwaren.

## Geschichte
Ende April 2003 wurde in Rheinberg (Nordrhein-Westfalen) der erste Future Store als Zukunftswerkstatt eröffnet. Um das Projekt zu vergrößern und statt eines Verbrauchermarkts die neue Technik in einem großen SB-Warenhaus zu testen, wurde der Real-Markt in Tönisvorst am Niederrhein im Jahr 2008 zum neuen Future Store umgebaut und am 28. Mai 2008 eröffnet. Nach 4 Jahren wurde das Konzept des Future Stores jedoch in Tönisvorst nicht weitergeführt, da die Verträge mit Metro ausliefen.

## Kritik
Von den verwendeten Technologien wurden insbesondere die berührungsfreien Etiketten (sogenannte RFID-Chips) kritisiert, da diese noch nach dem Kauf ausgelesen werden könnten. Die Metro Group reagierte mit einem Terminal am Ausgang, dem sogenannten De-Activator, der die Etiketten unbrauchbar machte, wenn der Kunde das wollte.
Die Kritik der Datenschützer könnte jedoch angezweifelt werden, da man bis zu 30 Zentimeter an den RFID-Chip herangehen müsste, um ihn auslesen zu können, es sei denn, es würden große Leseantennen benutzt. (RFID-Chips mit großen Sendereichweiten werden hauptsächlich in der Produktion oder im Großhandel eingesetzt, z. B. auf Autokarosserien oder Paletten.) Ferner war auf dem RFID-Tag lediglich ein Nummerncode enthalten, der sogenannte EPC (Elektronischer Produktcode), welcher auf produktbezogene Daten in einer Datenbank verweist. In Verbindung mit einer elektronischen Bezahlung ließe sich einfacher als bislang nachvollziehen, welcher Kunde welches Produkt gekauft hat.

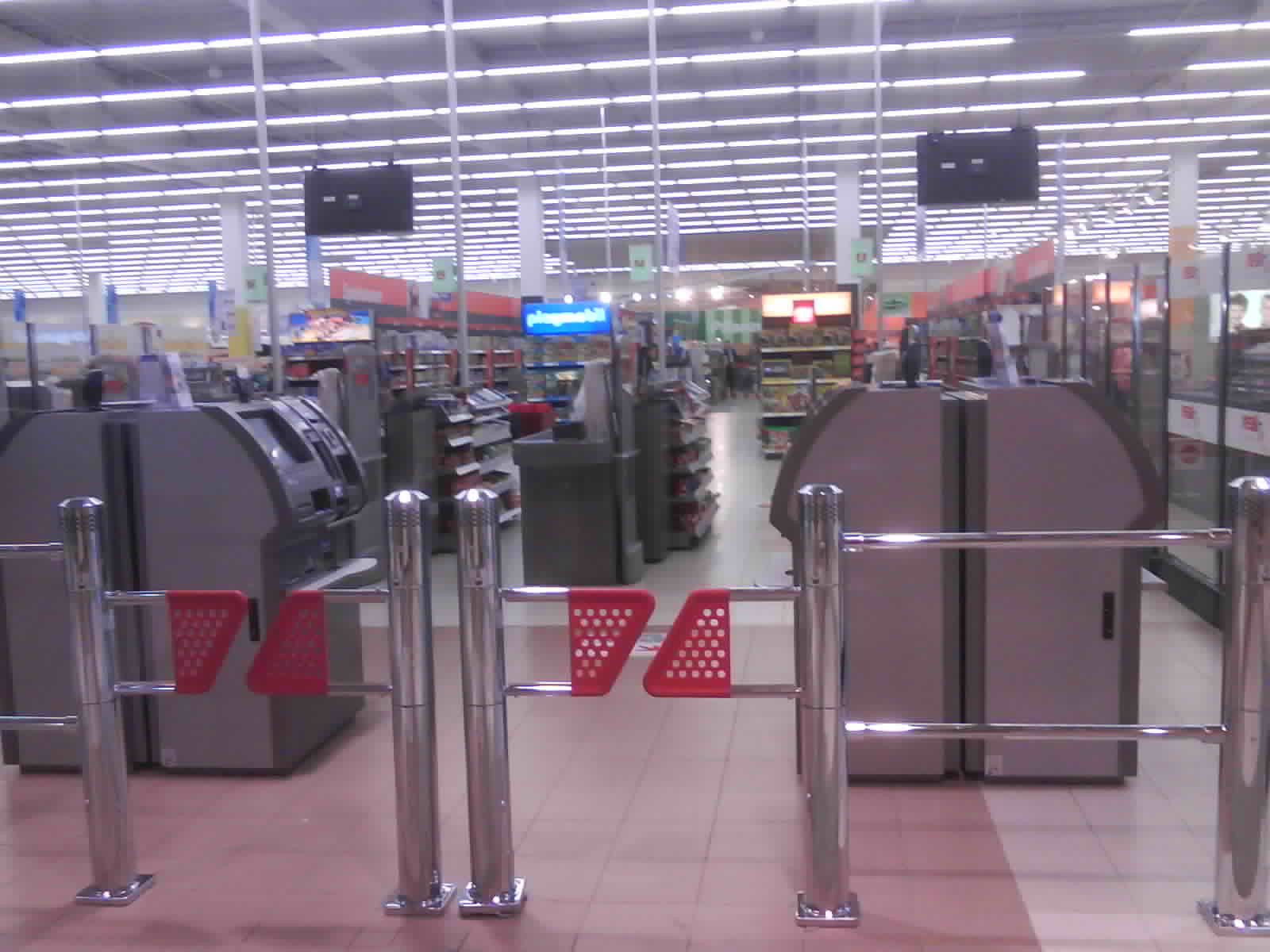
Die umstrittenen SB-Kassen

Ein weiterer Kritikpunkt war der Wegfall von Arbeitsplätzen vor allem an den Kassen. Es zeigte sich jedoch, dass die Selbstbedienungskassen eher betreuungsintensiv sind und die technische Realisierung häufige manuelle Eingriffe erfordert. Die untergeordneten Service-Dienste an Selbstbedienungskassen ermöglichen es dem Handel, Kürzungen bei den Personalkosten vorzunehmen.